# Hounds de Charlotte
Actualités
Les Hounds de Charlotte sont une équipe de crosse professionnelle affiliée à la Major League Lacrosse. Elle a participé à sa première saison en 2012. Elle évolue à domicile à l'American Legion Memorial Stadium à Charlotte en Caroline du Nord.

## Histoire de la franchise
Le 21 janvier 2011, le commissionaire de la ligue, David Ross, annonce à la tribune de la Collegiate Draft la création de deux nouvelles équipes, l'une à Columbus (qui deviendra le Machine de l'Ohio), l'autre en Caroline du Nord à Charlotte.
Le choix des couleurs, du nom et du logo de la future équipe est laissé aux fans dans le cadre d'une vaste opération de communication visant à faire connaître l'arrivée d'une franchise MLL à Charlotte et à engager la population avec le club.
C'est seulement 5 mois plus tard, jour pour jour, que le nom choisi est dévoilé.
Les Hounds tentent de constituer une équipe compétitive pour leur première saison. Ils acquièrent plusieurs joueurs importants de la ligue comme Matt Danowski (All-Star chaque saison depuis son entrée dans la ligue en 2008), Stephen Berger (All-Star chaque saison depuis 2007),  Billy Bitter (sélectionné en troisième position de la draft 2011) ou encore Jeremy Boltus (Rookie of The Year 2011).
En 2012, pour leur première saison, les Hounds terminent la saison régulière à la sixième position (sur un total de huit équipes).
L'année suivante, après une saison régulière mitigée (7 victoires - 7 défaites), les Hounds prennent le dernier ticket pour les playoffs. À la surprise générale, ils éliminent les Outlaws de Denver pourtant invaincus durant la saison. L'équipe de Charlotte échoue ensuite en finale en s'inclinant de seulement 1 point (10 à 9) face aux Bayhawks de Chesapeake.

## Entraîneurs
- Mike Cerino : 2012-2015
- Jim Stagnitta : depuis 20186